# Scheinschwangerschaft
Die Scheinschwangerschaft – in der medizinischen Fachsprache auch Pseudocyesis, Graviditas imaginata, Graviditas nervosa und Pseudogravidität – gilt als Beispiel für die Auswirkung psychischer Beeinträchtigungen auf den Organismus. Es kann sich dabei um eine Wunschneurose, eine Angstneurose oder um die Folgen einer hormonellen Anomalie handeln. Es besteht aber auch die Möglichkeit der Fehlinterpretation von krankhaften Vorgängen durch die Betroffene, wie Fetteinlagerung, Blähungen, Aszites (Bauchwassersucht) oder Fibrome (gutartige Geschwülste). Auch aus dem Tierreich, z. B. bei Rindern, Pferden, Nagetieren und Hunden, ist das Phänomen der Scheinträchtigkeit bekannt.
Die schwangerschaftsähnlichen Symptome dieser Störung können sein: Ausbleiben der Menstruation, Erbrechen, Übelkeit, Anschwellen der Brüste inklusive Brustwarzen sowie das Wachsen des Bauches. In seltenen Fällen kann es zu einer tatsächlichen Vergrößerung des Uterus kommen sowie zum Einschießen des Kolostrums in die Brust. In diesen Fällen verstreicht der Nabel (Verschwinden der Nabelvertiefung) im Gegensatz zu einer realen Schwangerschaft nicht. Durch die modernen diagnostischen Möglichkeiten ist eine Scheinschwangerschaft leicht von einer echten Schwangerschaft zu unterscheiden.
Eine Scheinschwangerschaft wird, entsprechend der Ursache, medikamentös oder psychotherapeutisch behandelt. Als Pseudograviditätskur bezeichnet man die medizinische Behandlung mit hochdosierten Schwangerschaftshormonen (Östrogen und Gestagen), wodurch Schwangerschaftssymptome künstlich herbeigeführt werden.